# Gräfenroda
Gräfenroda ist ein Ortsteil der Landgemeinde Geratal im Ilm-Kreis (Thüringen).

## Geografie

### Lage
Gräfenroda liegt in etwa 400 Metern Höhe im Tal der Wilden Gera, ist der größte Ort ohne Stadtrechte im Ilm-Kreis und nach Einwohnern der viertgrößte Ort des Kreises. Der Ort ist mit fünf Kilometer Länge auch das längste Dorf im Kreis. Nördlich von Gräfenroda erhebt sich der 490 Meter hohe Läusebühl, südlich liegt der 508 Meter hohe Gräfenrodaer Berg. Südwestlich des Ortes beginnt der Thüringer Wald. Westlich von Gräfenroda befindet sich die Lütschetalsperre. Die Lütsche mündet in Gräfenroda in die Wilde Gera. Talaufwärts befindet sich in 3 km Entfernung mit der Talbrücke Wilde Gera die imposanteste Brücke der A 71.

### Nachbarorte
Im Uhrzeigersinn, beginnend im Norden: Liebenstein, Geschwenda, Geraberg, Gehlberg, Oberhof, Frankenhain

## Geschichte
Gräfenroda wurde erstmals 1290 urkundlich erwähnt. Der Ortsname kennzeichnet den Ort als Rodungssiedlung. Der Besitz am Ort lag ursprünglich bei den Grafen von Kevernburg bzw. Schwarzburg, von 1446 bis 1819 war der Besitz in eine schwarzburgische und eine witzlebische, später gothaische Hälfte geteilt. Traditionelle Erwerbsmöglichkeiten der Einwohner lagen in Forstwirtschaft und Fuhrwesen, außerdem im bergmännischen Abbau von Kupfer, Silber und Blei sowie ab dem 16. Jahrhundert in der Glasherstellung. Im 17. Jahrhundert entstanden die Ortsteile Anspiel und Dörrberg als Ausbausiedlungen in Verbindung mit der Errichtung von Schmelzhütten und Hammerwerken.
Die vorindustriellen Betriebe boten jedoch nur geringe Arbeitsplätze, so dass in der Mitte des 19. Jahrhunderts viele Einwohner wegen mangelnder Erwerbsmöglichkeit nach Amerika auswanderten. Erst nach 1850 siedelten sich im Zuge der Industrialisierung größere Betriebe im Ort an: 1855 eine Holzwarenfabrik, 1860 eine Terrakottafabrik, 1869 eine Glashütte und später weitere Porzellanfabriken. 1884 erfolgte der Anschluss an die Bahnstrecke Neudietendorf–Ritschenhausen. Ende des 19. Jahrhunderts lag in Gräfenroda die Geburtsstätte der Gartenzwerge, die heute in einem Museum zu besichtigen ist. Von 1858 bis 1922 gehörte Gräfenroda zum Landratsamt Ohrdruf im Herzogtum Sachsen-Coburg und Gotha bzw. Freistaat Sachsen-Gotha. Dann kam es zum Landkreis Arnstadt im Land Thüringen.

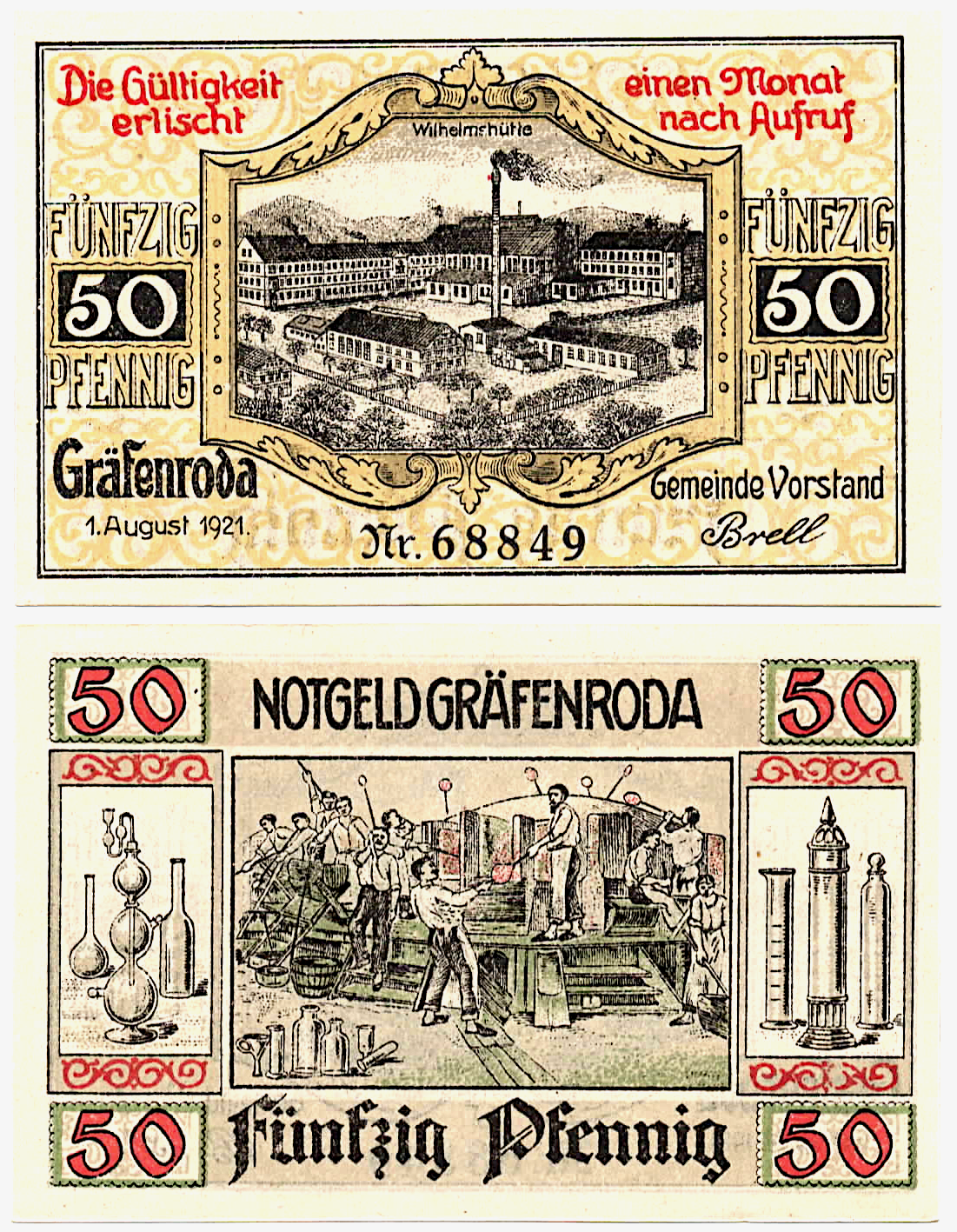
Ein Notgeldschein (Vorder- und Rückseite) aus Gräfenroda, mit einer Darstellung von Glasbläsern und der Wilhelmshütte, aus dem Jahr 1921.

Im Zweiten Weltkrieg mussten 104 „Ostarbeiter“ bei der Firma Hugo Funk Söhne und in der Glasfabrik Wilhelmshütte Zwangsarbeit leisten. Auf dem Kirchhof erinnern Gräber und eine Gedenktafel an zwei Häftlinge aus dem KZ Buchenwald, die während eines Todesmarsches bei Gräfenroda von SS-Mitgliedern erschossen wurden. In der Zeit des Nationalsozialismus wirkte und lebte der für seine antisemitische Propaganda berüchtigte Schriftsteller Artur Dinter in Gräfenroda. 1945 floh er nach Zell am Harmersbach, um einer Bestrafung zu entgehen.
Zu DDR-Zeiten errichtete und unterhielt im Ort der VEB Matratzenfabrik Wittekind in Halle ein Ferienlager für die Kinder seiner Betriebsangehörigen.
Seit 1994 gehört Gräfenroda zum Ilm-Kreis und ab 1993 war es Sitz der Verwaltungsgemeinschaft Oberes Geratal. Mit der Auflösung der Verwaltungsgemeinschaft wurde Gräfenroda am 1. Januar 2019 Ortsteil der Landgemeinde Geratal.

### Einwohnerentwicklung
Entwicklung der Einwohnerzahl:
| - 1843 – 777 - 1939 – 3.971 - 1989 – 4.313 - 2005 – 3.537 - 2010 – 3.358 - 2015 – 3.232 |

 Datenquelle: ab 1994 Thüringer Landesamt für Statistik – Werte vom 31. Dezember

## Politik

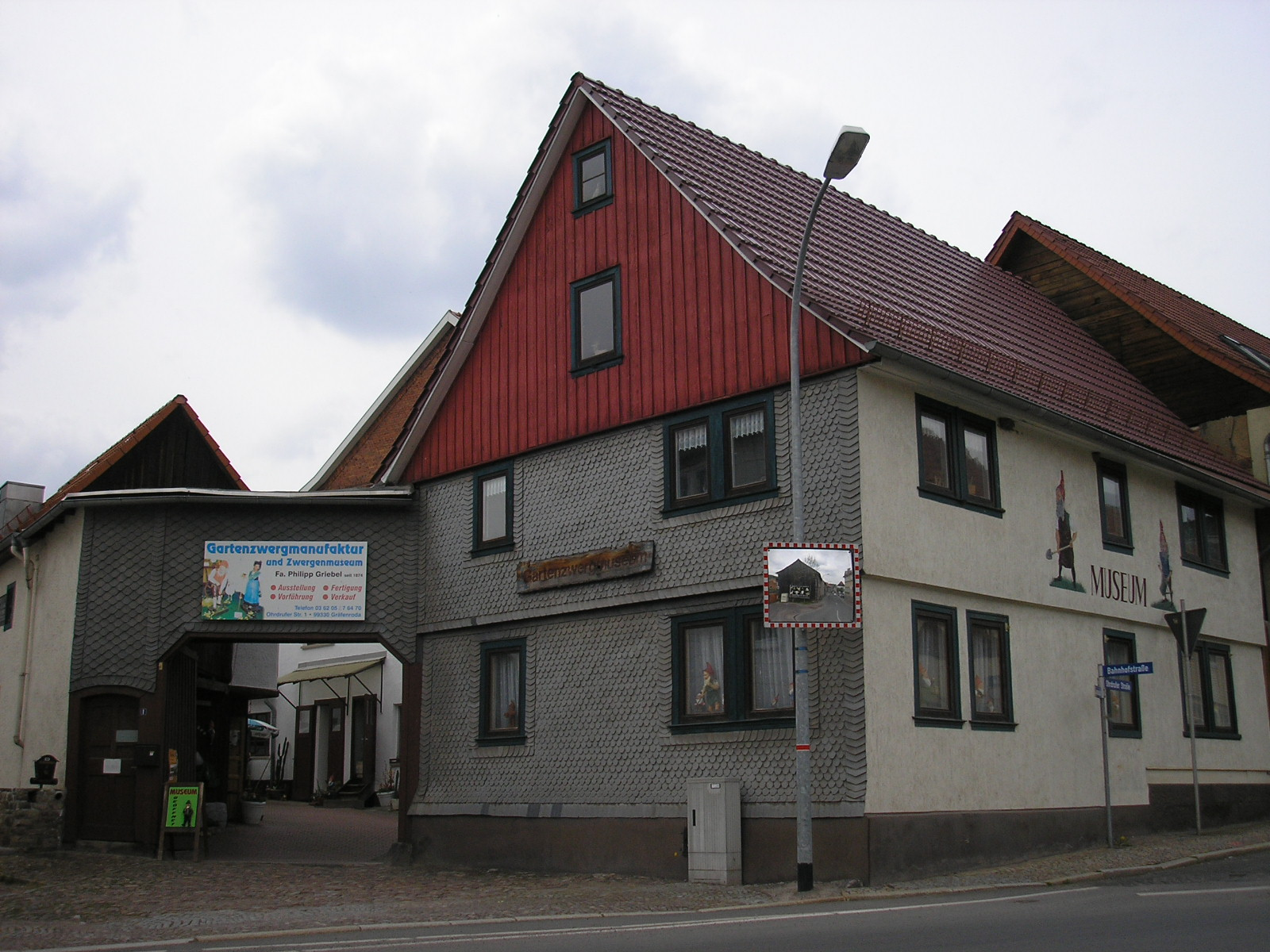
Gartenzwergmuseum

### (Ortsteil-)Bürgermeister und Ortsteilrat
Der Ortsteilbürgermeister von Gräfenroda ist Dominik Straube (CDU). Er bildet zusammen mit zehn weiteren Mitgliedern den Ortsteilrat. Straube wurde am 7. Mai 2017 zum ehrenamtlichen Bürgermeister der damals noch selbständigen Gemeinde gewählt, nach der Eingemeindung nach Geratal übt er für den Rest seiner Amtszeit das Amt des Ortsteilbürgermeisters aus. Zusätzlich wurde er am 26. Mai 2019 zum hauptamtlichen Bürgermeister der Landgemeinde Geratal gewählt.
Von 1990 bis 2006 war Norman Höhler (zunächst FDP, dann CDU) der Bürgermeister von Gräfenroda, ehe von 2006 bis 2017 Frank Fiebig (Die Linke) folgte. Bis zum Jahr 2000 war das Amt des Bürgermeisters hauptamtlich, seitdem wird es ehrenamtlich ausgeführt.

### Frühere Wahlergebnisse
Bei den letzten 3 Wahlen zum Gemeinderat in Gräfenroda ergaben sich die folgenden Ergebnisse:
| Partei / Liste | Stimmenanteil 2014 | Sitze 2014 | +/− Sitze 2014 |        | Stimmenanteil 2009 | Sitze 2009 | +/− Sitze 2009   |   | Stimmenanteil 2004 | Sitze 2004 |
| CDU            | 42,1 %             | 7          | + 1            | 33,8 % | 6                  | − 3        | 52,1 %           | 9 |                    |            |
| Die Linke      | 26,1 %             | 4          | 0              | 26,2 % | 4                  | + 2        | 12,4 %           | 2 |                    |            |
| SPD            | 18,2 %             | 3          | 0              | 20,2 % | 3                  | − 2        | 35,5 %           | 5 |                    |            |
| FWG Ilm-Kreis  | 13,6 %             | 2          | − 1            | 19,8 % | 3                  | + 3        | nicht angetreten | 0 |                    |            |

### Wappen

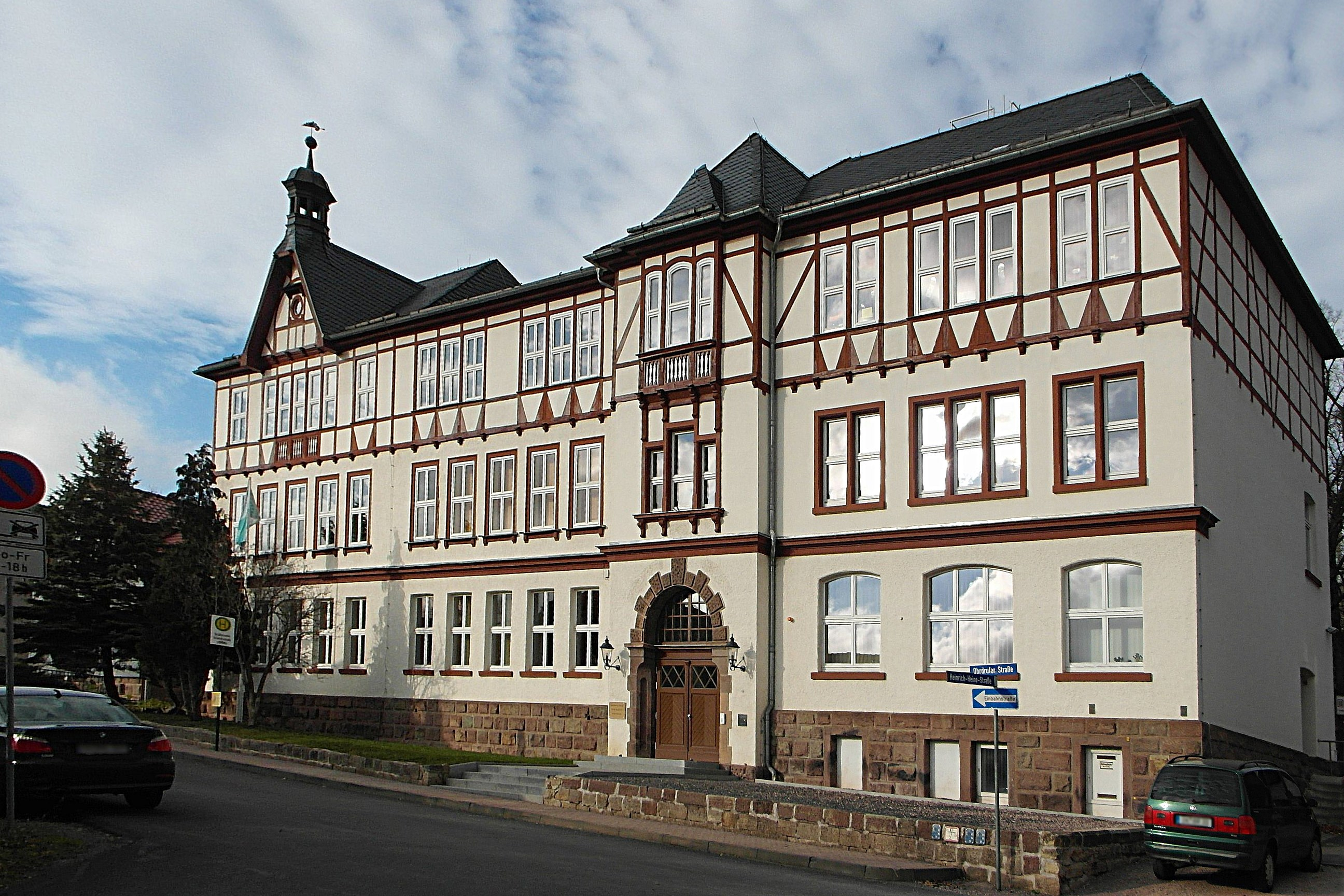
Staatliche Grundschule „An der Burglehne“ Gräfenroda

Blasonierung: „In Rot, geteilt durch einen silbernen Wellenbalken; oben eine goldene neunzackige Grafenkrone, unten ein silberner Stubben.“
Der ehemalige Rodungsort wurde erstmals 1290 urkundlich erwähnt und gehörte zum Besitz der Grafen von Schwarzburg-Käfernburg. Krone und Stubben symbolisieren die gräfliche Rodung, der der Ort seinen Namen verdankt. Das Wellenband steht für die Wilde Gera, die den Ort durchfließt und 23 Mühlräder trieb.
Das Wappen wurde vom Heraldiker Frank Diemar gestaltet und am 10. Dezember 1993 genehmigt.

### Partnerstadt
Eine Partnerschaft verbindet Vouziers in Nordfrankreich (Département Ardennes) mit Gräfenroda.

## Kultur und Sehenswürdigkeiten

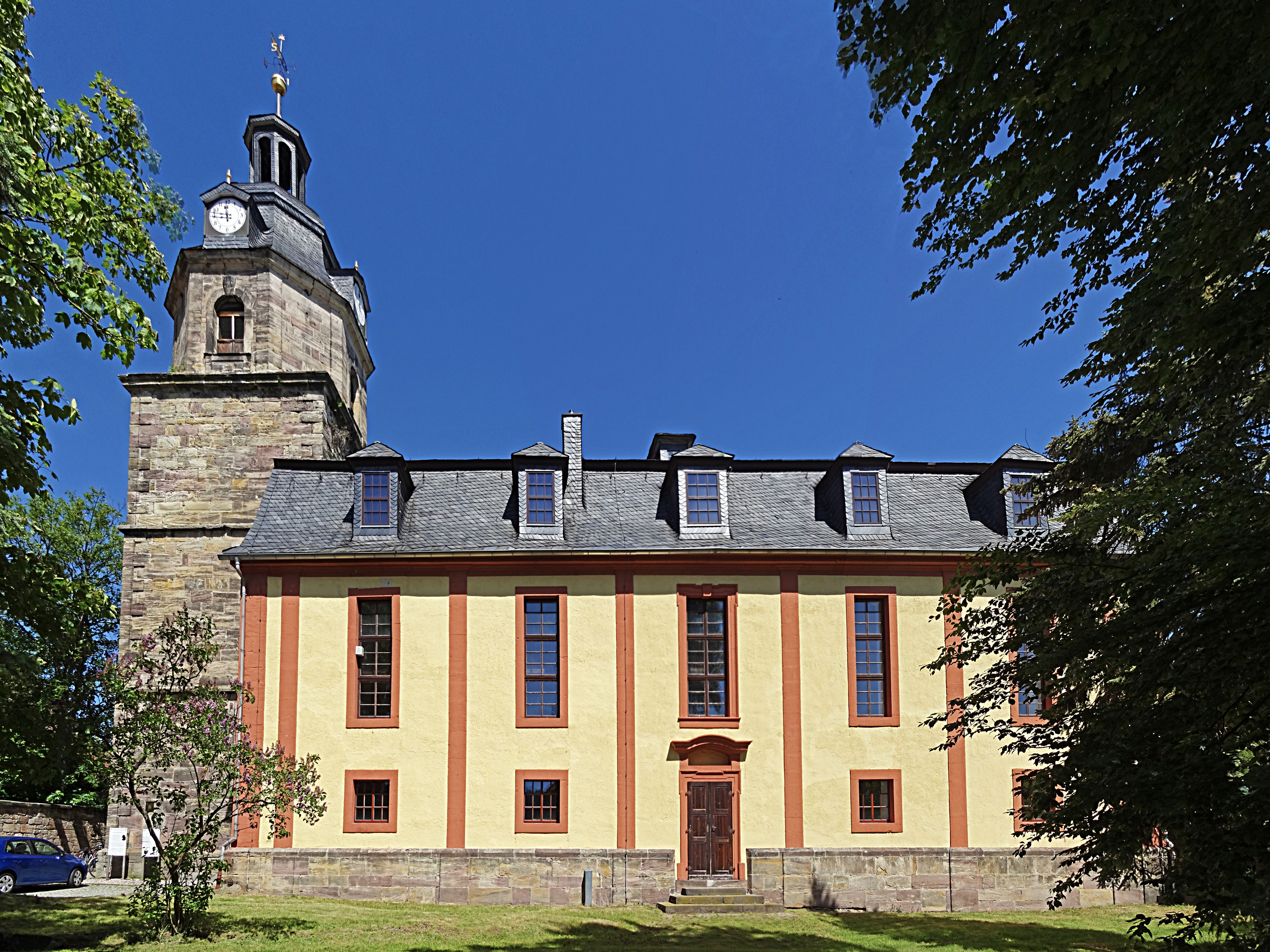
St.-Laurentius-Kirche

- Die St.-Laurentius-Kirche wurde 1731/33 vom gothaischen Oberlandbaumeister Johann Erhard Straßburger erbaut. Die Kirche wurde als großzügige Saalkirche errichtet.
- Das Gartenzwerg-Museum erinnert an die in Gräfenroda erstmals praktizierte industrielle Fertigung von Gartenzwergen, die hier in zwei 1872 gegründeten Unternehmen begann.
- Im Haus Grevenrot ist das Heimatmuseum untergebracht.
- Das Raubschloss, eine mittelalterliche Befestigungsanlage, befindet sich südlich des Ortes.

## Wirtschaft und Verkehr

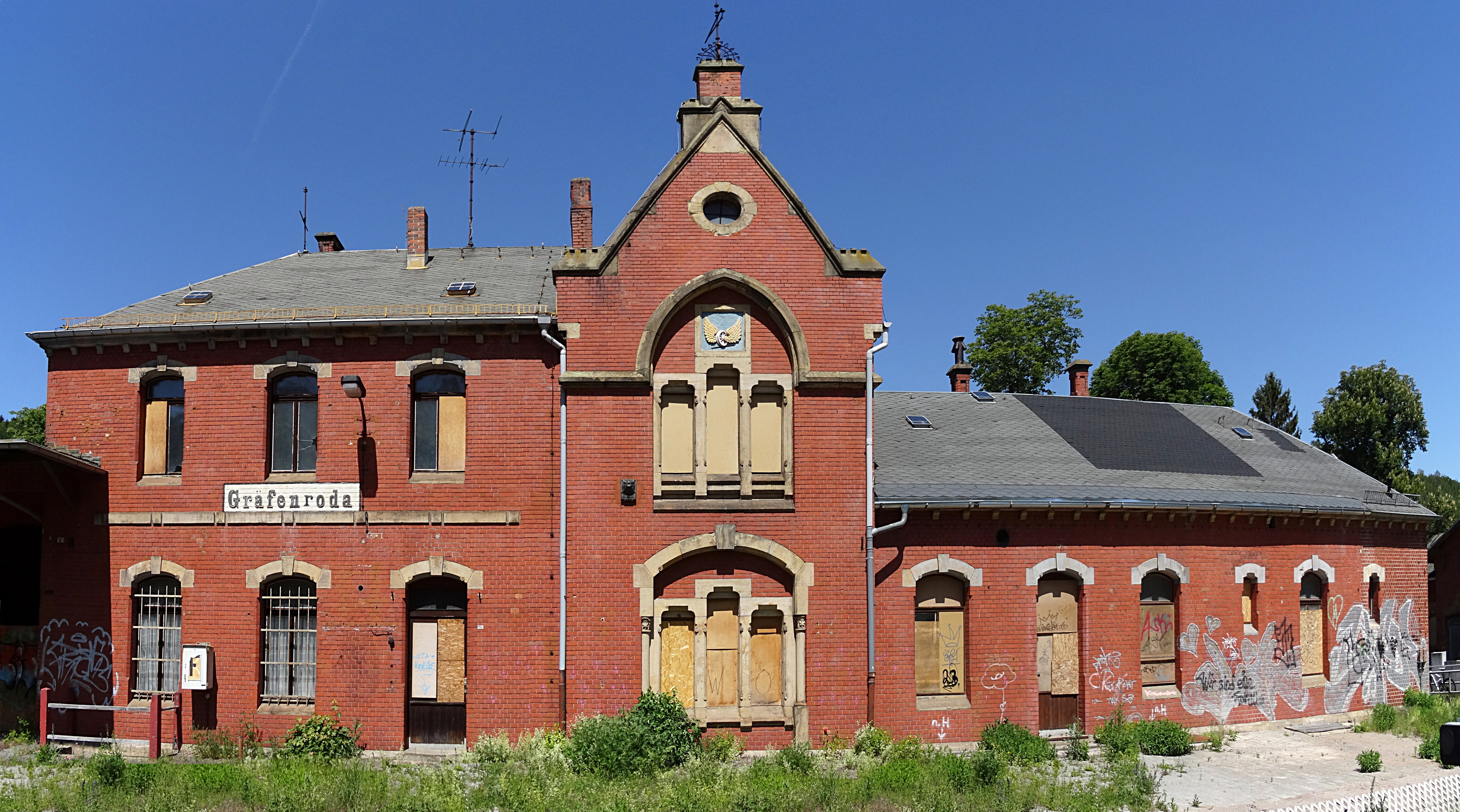
Bahnhof

### Wirtschaft
Gräfenroda ist eine wirtschaftlich nicht stark ausgeprägte Gemeinde. Der größte Arbeitgeber im Ort ist die Schulz Fördersysteme GmbH mit 76 Mitarbeitern. In den Jahren vor dem demokratischen Umbruch gab es verschiedene Sägewerke sowie den VEB Steingutwerk Gräfenroda, der auch die Heimat der Gartenzwerge war. Nach 1990 brach ein Großteil der Industrie des Ortes zusammen. Heute pendeln viele Gräfenrodaer zur Arbeit nach Arnstadt oder Ilmenau.

### Verkehr
Gräfenroda liegt an der B 88, die Ilmenau und Eisenach verbindet. Nach dem Ort ist auch eine Autobahnanschlussstelle der A 71 benannt, die ca. 4 km südlich liegt. Von Gräfenroda führen weitere Straßen nach Gehlberg/Oberhof und Plaue/Arnstadt.
Der 2 km vom Ort entfernte Bahnhof Gräfenroda war ein kleiner Eisenbahnknoten an der Bahnstrecke Neudietendorf–Ritschenhausen. Heute verkehren der Mainfranken-Thüringen-Express und die Regionalbahnlinie RB 44 der Süd-Thüringen-Bahn, die auch am Haltepunkt Dörrberg halten. Bis in die 1990er Jahre wurden in Gräfenroda Schiebelokomotiven für die Bergfahrt nach Oberhof/Suhl angesetzt. Direkt durch den Ort verläuft die Ohratalbahn Gotha–Gräfenroda mit dem weiteren Haltepunkt Gräfenroda Ort. Der Personenverkehr wurde aber im Dezember 2011 eingestellt.
Durch Gräfenroda führt der Radfernweg Waldrandroute.

## Persönlichkeiten

### Musiker rund um die Kellner-Familie
- Johann Peter Kellner (1705–1772), Komponist und Organist
- Johann Christoph Kellner (1736–1803), Komponist und Organist, Sohn von Johann Peter Kellner
- Johann Philipp Kirnberger (1721–1783), Musiktheoretiker und Komponist, Schüler von Johann Peter Kellner
- Johannes Ringk (1717–1778), Komponist und Organist, Schüler von Johann Peter Kellner

### Ehrenbürger
Gräfenroda hat drei Ehrenbürger.
- 1999: Rainer Abendroth (1925–2009), Gründer des Heimatvereins und Verfasser der heimatgeschichtlichen Chroniken.
- 2002: Katrin Apel (* 1973), erfolgreiche Biathletin aus Gräfenroda.
- 2005: Peter Harder (* 1962), machte sich um die international anerkannte Rekonstruktion der Kellner-Weise-Orgel in der St.-Laurentius-Kirche und die Pflege des Werkes von Johann Peter Kellner verdient.

### Weitere Persönlichkeiten
- Carl Wernicke (1848–1905), Neurologe und Psychiater, starb in Gräfenroda-Dörrberg
- Artur Dinter (1876–1948), nationalsozialistischer und antisemitischer Schriftsteller und Politiker (NSDAP), lebte eine Zeit lang in Gräfenroda
- Hermann Kraußer (1881–1928), deutscher Gewerkschaftsfunktionär und Politiker (USPD, SPD)
- Hermann Brill (1895–1959), Politiker (SPD) und erster Regierungspräsident Thüringens nach dem Zweiten Weltkrieg, geboren in  Gräfenroda
- Karl Fuchs (1910–2002), Modelleur, lebte in Gräfenroda
- Gerhard Riege (1930–1992), Rechtswissenschaftler und Politiker, geboren in Gräfenroda
- Rudolf Röhrer (1930–2012), Journalist und Chefredakteur der Leipziger Volkszeitung
- Heinz Pietzonka (1932–2017), Politiker (DBD)
- Lutz Holland (1934–2012), Bildhauer und Metallbildner, geboren in Gräfenroda
- Peter Walde (* 1945), Politiker (REP und NPD), geboren in Gräfenroda
- Lieselotte Ahnert (* 1951), Psychologin und international bekannte Expertin für „frühe Bindung“, geboren in Gräfenroda
- Daniel Graf (* 1981), Biathlet, geboren in Gräfenroda